# エラート
エラート・レコード（Erato Records）は、「Disques Erato」として1953年にフランスで創設されたレコードレーベルである。クラシック音楽を中核とし、とりわけフランス系の作品や演奏家の紹介に努めてきた。レーベル名はギリシャ神話に登場するエラトーからとられている。

## 沿革
1953年にコスタラ出版の録音部門としてフィリップ・ルーリー（Philippe Loury）によって創設された。芸術責任者にミシェル・ガルサンを迎え、フランス系の奏者を中心としたバロック音楽の発掘・録音に力を入れることにより、1960年代には同分野においてフランスを代表するレーベルに成長した。モーリス・アンドレやジャン＝フランソワ・パイヤール、ジャン＝ピエール・ランパルなどのフランス人音楽家に加え、スイスのミシェル・コルボ、シャルル・デュトワ、イタリアのクラウディオ・シモーネらが本レーベルを拠点として数多くの録音を残した。
1980年にルーリーが引退すると、新経営陣による経営方針によりラジオ・フランスとの共同制作などが増える一方で従来からの多くの演奏家がエラートを離れ、1992年にはレーベルはワーナー・ミュージック・グループの傘下に入る。以降も、ウィリアム・クリスティ、ヴァディム・レーピン、エレーヌ・グリモーなどの奏者によるクラシック音楽録音に加え、ワールドミュージックを中心にリリースするサブレーベル「Detour」を運営したが、2001年には事務所がパリから同じくワーナー傘下であったテルデックと供にロンドンに移され、事実上休眠状態に入る。
2013年にワーナーがEMIクラシックを買収したことによる組織再編によりヴァージン・クラシックと統合されレーベルとして復活した。

## 主な録音
- チェンバロ奏者スコット・ロスによるドメニコ・スカルラッティの鍵盤楽器ソナタの完全録音
- マリー＝クレール・アランによるバッハのオルガン作品全集
- ジャン＝フランソワ・パイヤールによるパッヘルベルのカノン、バッハ「ブランデンブルク協奏曲」、「管弦楽組曲」（いずれも世界初CD化）
- ミシェル・コルボによるフォーレ「レクイエム」
- ジャン＝ピエール・ランパルによるモーツァルト「フルート協奏曲第1番、第2番」
- ジャン・ユボーによるフォーレのピアノ作品集、室内楽作品集
- ウィリアム・クリスティやマルク・ミンコフスキによるフランス・バロック作品（リュリ、マルカントワーヌ・シャルパンティエ、ラモーなど）